# Parkes (ville)
Pour les articles homonymes, voir Parkes.
Parkes (9 826 habitants) est une ville ("town") centre administratif du comté de Parkes dans le centre de la Nouvelle-Galles du Sud en Australie. La ville est située sur la voie de chemin de fer de l'Indian Pacific et sur la Newell Highway.
La ville dispose à 20 kilomètres au nord de la ville d'un important observatoire.

## Personnalités liées
- Trixie Gardner (1927-2024), femme politique britannique, y est née.

## Galerie

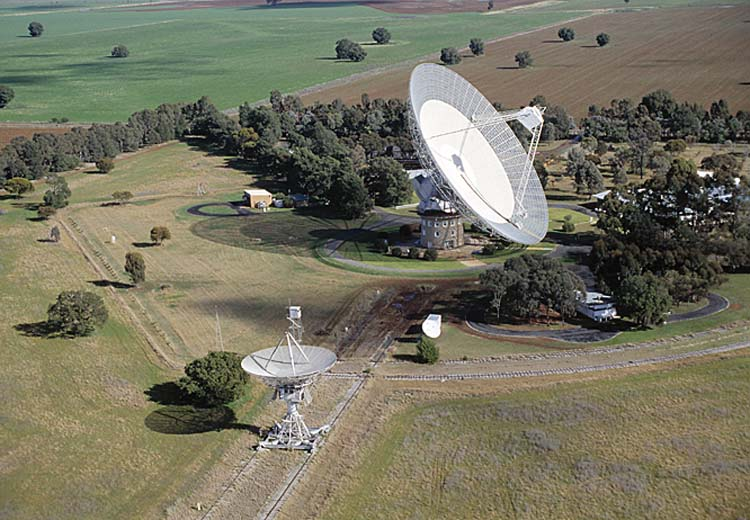
L'observatoire de Parkes
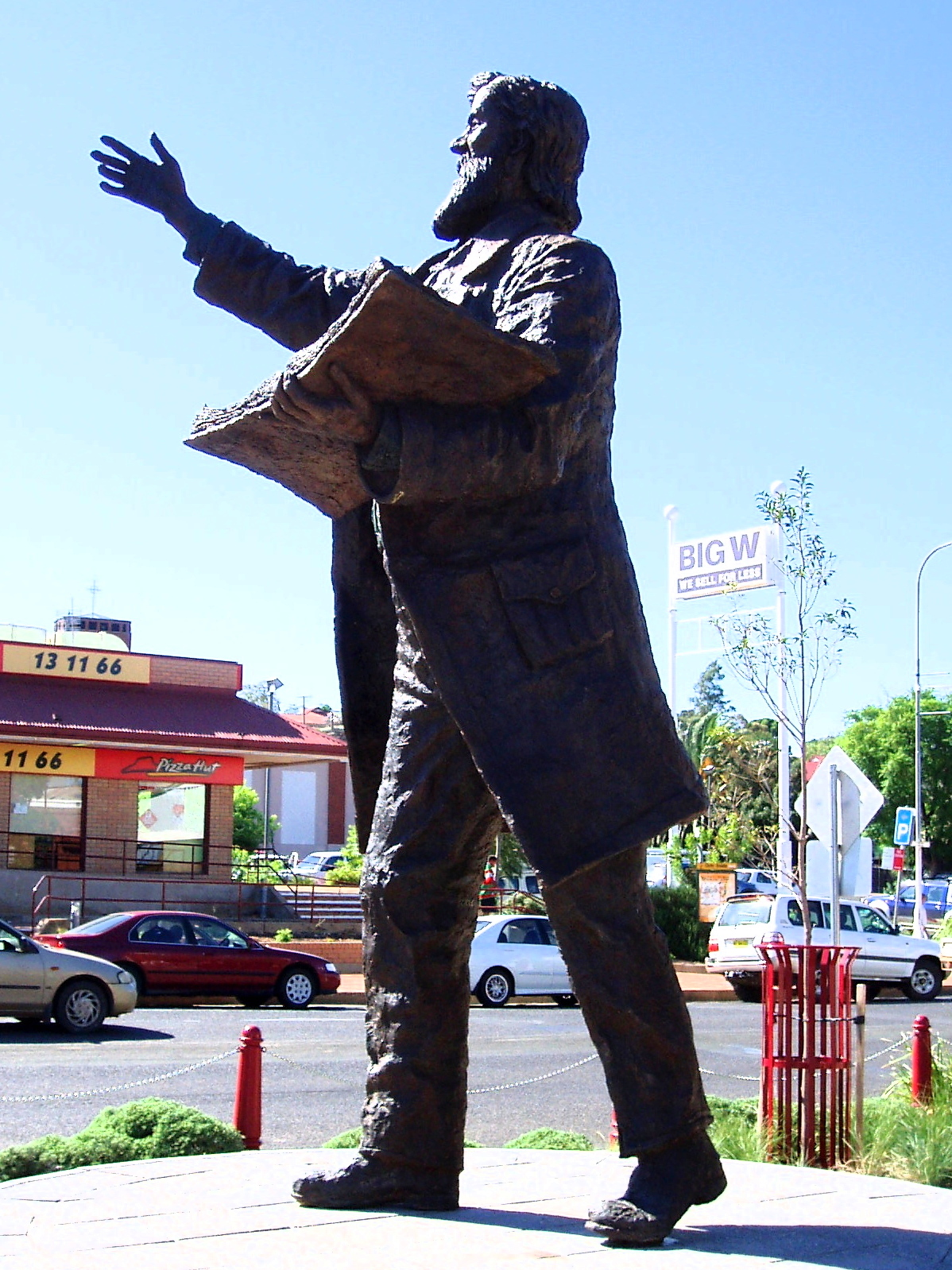
La statue de Sir Henry Parkes